# St. Lantpert (Lerchenfeld)

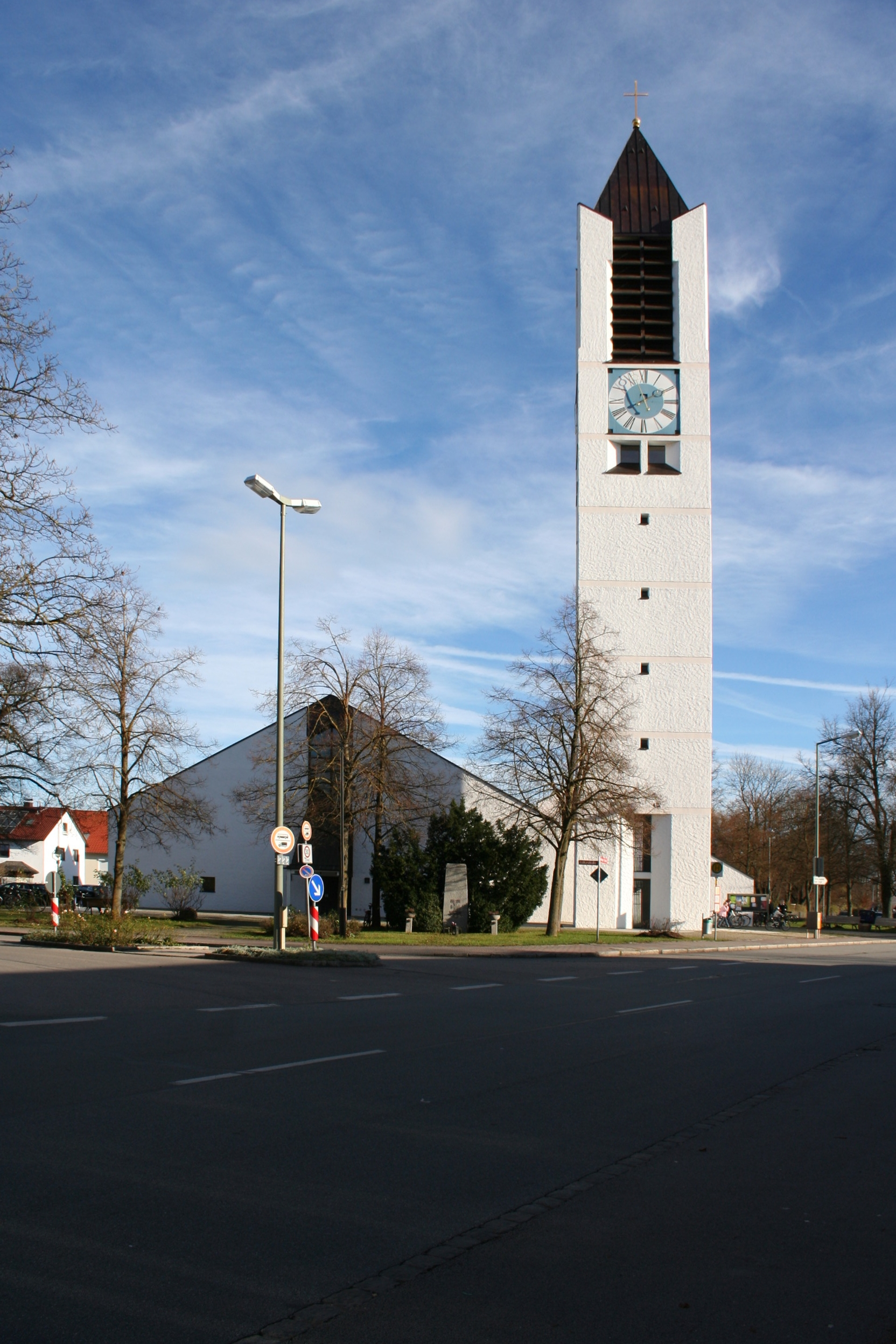
St. Lantpert in Lerchenfeld

Die Pfarrkirche St. Lantpert ist eine römisch-katholische Kirche im Freisinger Stadtteil Lerchenfeld.

## Erste Kirche von 1937
Der Grundstein für die erste Kirche in Lerchenfeld wurde am 15. November 1936 gelegt. Am 1. August 1937 wurde die Kirche von Kardinal Faulhaber geweiht. In den ersten Jahren gehörte die Kirche zur Pfarrei St. Georg. Erst mit dem 18. April 1946 wurde sie Teil einer eigenständigen Pfarrei gleichen Namens. Benannt wurde die Kirche nach Lantpert von Freising, von 937 bis zu seinem Tod 957 Bischof von Freising.

## Neubau von 1983/84
Mit den Jahren wurde die Kirche für den rasch wachsenden Stadtteil Lerchenfeld zu klein. Trotz Protesten entschied man sich für einen Neubau nach den Plänen des Freisinger Architekten Hans Hoffmann. Nach der letzten Messe am 7. Mai 1983 begann der Abriss. Nach der Grundsteinlegung am 17. September 1983 wurde die Kirche am 9. Dezember 1984 von Erzbischof Dr. Friedrich Kardinal Wetter geweiht. Eine neue Orgel wurde 1991 eingeweiht. Die vorerst letzten Arbeiten wurden von Franz Bernhard Weißhaar im Jahr 1999 durchgeführt. Hierbei entstanden auf der West- und Nordwand Darstellungen biblischer und kirchlicher Ereignisse. Der frei neben dem Kirchenhaus stehende Kirchturm ist 42 Meter hoch, von der Gestaltung an die markanten, stadtbildprägenden Türme des Doms angelehnt und beherbergt ein fünfstimmiges Bronzegeläute in Tonfolge d1 - e1 - g1 - h1 - d2.

## Pfarrer der Gemeinde
- Johann Franz ab 1. Januar 1938 als Pfarrkurat, ab 1946 als Pfarrer
- Franz Xaver Huber ab 1. September 1970, zuvor Kaplan der Pfarrei St. Peter und Paul im Stadtteil Neustift
- Axel Windecker ab 1. September 2005, zuvor Jugendpfarrer in München-Freimann